# Don't Say Gar
Don't Say Gar, född 21 maj 2019, är en italiensk varmblodig travhäst. Hon tränas och körs av Alessandro Gocciadoro.
Don't Say Gar började tävla 2021 och inledde med en galopp för att därefter ta tre raka seger. Hon har hittills sprungit in 164 593 euro på 18 starter varav 7 segrar, 3 andraplatser och 1 tredjeplats. Hon har tagit karriärens hittills största seger i Prix Charles Tiercelin (2023) där hon slog stor favoriten Just A Gigolo. Hon har även vunnit Prix Albert Rayon (2022) och kommit på andraplats i Treåringseliten för ston (2022) samt på tredjeplats i Premio Going Kronos (2022).

## Statistik
| Statistik för Don't Say Gar (Ref.) | Statistik för Don't Say Gar (Ref.) | Statistik för Don't Say Gar (Ref.) | Statistik för Don't Say Gar (Ref.) | Statistik för Don't Say Gar (Ref.) | Statistik för Don't Say Gar (Ref.) |
| ---------------------------------- | ---------------------------------- | ---------------------------------- | ---------------------------------- | ---------------------------------- | ---------------------------------- |
| Starter                            | Placeringar                        | Startprissumma                     | Segerprocent                       | Platsprocent                       | Rekord                             |
| 18                                 | 7-3-1                              | 164 593 euro                       | 39 %                               | 61 %                               | 1.12,8ak,                          |

### Större segrar
| År   | Lopp                   | Kusk                  | Vinstbelopp | Grupp   |
| ---- | ---------------------- | --------------------- | ----------- | ------- |
| 2022 | Prix Albert Rayon      | Alessandro Gocciadoro | 31 500 EUR  | Grupp 3 |
| 2023 | Prix Charles Tiercelin | Alessandro Gocciadoro | 54 000 EUR  | Grupp 2 |